# VIII Brygada Piechoty (II RP)
VIII Brygada Piechoty (VIII BP) – brygada piechoty Wojska Polskiego II RP.

## Forowanie i zmiany organizacyjne
VIII BP sformowana została w kwietniu 1919 roku, w Małopolsce Wschodniej, w składzie 4 Dywizji Piechoty.
W pierwszej dekadzie lipca 1921 roku brygada przeniesiona została z terenu Okręgu Generalnego „Warszawa” na teren Okręgu Generalnego „Łódź”. Dowództwo brygady i II batalion 37 pułku piechoty rozmieszczono w Kutnie, I i III batalion 37 pułku piechoty w Łęczycy, 18 pułk piechoty w Koninie, a III batalion 18 pułku piechoty w Łodzi.
W czasie działań wojennych stany osobowe brygady uzupełniała:
- Powiatowa Komenda Uzupełnień 18 pułku piechoty w Koninie,
- Batalion zapasowy 18 pułku piechoty w Koninie,
- Powiatowa Komenda Uzupełnień 37 pułku piechoty w Kutnie,
- Batalion zapasowy 37 pułku piechoty w Kutnie (do 23 I 1920 w Łęczycy, a do 16 IX 1919 w Przemyślu)

Wymienione instytucje i pododdziały stacjonowały na terenie Okręgu Generalnego „Łódź” i podporządkowane były jego dowódcy.
W październiku-listopadzie 1921 roku dowództwo VIII BP przeformowane zostało w dowództwo piechoty dywizyjnej nowo powstałej 26 Dywizji Piechoty i dyslokowane do Skierniewic, a oba pułki podporządkowane bezpośrednio dowódcy 26 DP.

## Dowódcy brygady
- gen. ppor. Franciszek Krajowski (12 IV - 24 V 1919)
- płk Wiktor Jarosz-Kamionka (V - VII 1919)
- płk Stanisław Kaliszek[1] (7 VII 1919 - 25 V 1920)
- płk Adam Jaroszewski (25 V - †14 VII 1920)
- płk Franciszek Antoni Zieliński (15 VII - 20 IX 1920)
- płk Stanisław Eulagiusz Sobolewski (20 IX 1920 - 1921)

## Organizacja i obsada personalna
- dowództwo brygady[1]
- 18 pułk piechoty
- 37 pułk piechoty